# Ценоманы

На карте Галлии место где жили авлеркские ценоманы и откуда вероятно пришли предки цизальпийских обозначено «Cénomans»

Ценоманы или Авлеркские Ценоманы — большое кельтское племя, ветвь авлерков. Жили в Кельтике (части Галлии) в области pек Лидерика и Медуаны, левых притоков Луары (примерно на территории Мэна.

## Экспансия

Ценоманы среди кельтских племен (выделены синим цветом) Цизальпийской Галлии в 391—192 годах до н. э.

Тит Ливий пишет, что во времена правления Тарквиния Древнего правителем племени битуригов был Амбикат. После того как численность жителей возросла Амбикат «решил избавить свое царство от избытка людей». Два его племянника (сыновья сестры) Белловез и Сеговез должны были возглавить отряды переселенцев. Сеговез направился в Герцинский лес, а Белловез в Италию и обосновался в районе Медиолана (Милана) под именем инсубров.
Вскоре там появилось новое кельтское племя под водительством Этитовия, получившее благодаря помощи кельтов Белловеза земли близ городов Бриксия и Верона. Это были цизальпийские ценоманы. Гельмут Биркхан в книге «Кельты: история и культура» отмечает, что данные Тита Ливия подтверждает археология отмечающая появление в долине По латенской культуры. Правда он оспаривает быстроту переселения кельтов в Италию. По словам Тита Ливия переселение произошло при правлении одного вождя и «между делом» кельты успели поучаствовать в основании Марселя (600 или 540 год до н. э.) и Милана (после 525 года до н. э.). Биркхан считает, что продвижение было более постепенным в несколько фаз и растянутым во времени.

## История авлеркских ценоманов

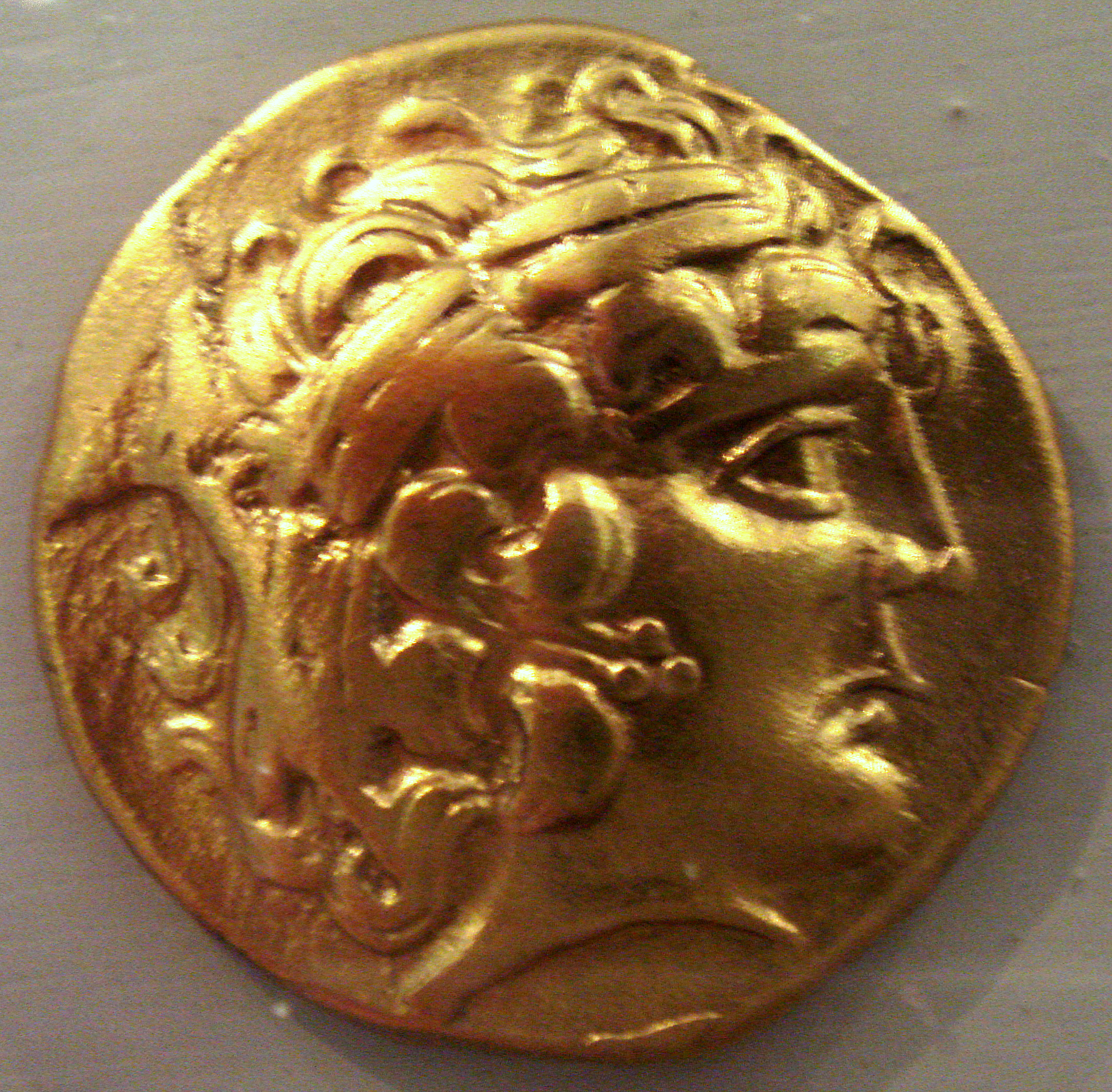
Золотая монета

Галльские или авлеркские ценоманы вплоть до I века до н. э. были частью авлерков. Ряд ученых сомневаются в том, что они как то связаны с цизальпийскими ценоманами, утверждая что раз племена имеют в источниках разные окончания, то это два разных племени. Другие считают, это слабым аргументом.
Вероятно, в середине I века до н. э. галльские ценоманы начинают фигурировать как отдельная от авлерков политическая сила. Когда Цезарь в «Галльской войне» описывает процесс завоевания региона, он вплоть до событий 52 года до н. э. не называет ценоманов. В 57 году до н. э. авлерки наряду с другими «приморскими народами» (венетами, венеллами, осисмами, куриосолитами, эсубиями, и редонами) были покорены легионом П. Красса, о чём он известил Цезаря. В 56 году авлерки (все или отдельные племена) пытались освободиться, но проиграли. В 52 году, когда произошло восстание Верцингеторига, авлеркские ценоманы также боролись с Римом, но уже в качестве самостоятельной силы. Ценоманы обещали выставить пять тысяч (для сравнения, другая часть авлерков эбуровики — три тысячи, а бранновики воевали в качестве зависимого от эдуев племени). Но и это восстание было подавлено. Плиний Старший в своей «Естественной истории» (датируемой 77 годом нашей эры) перечисляет племена Галлии. Называя эти народы, он уточняет, какие из них были свободными, а какие союзными. При перечислении народов Лугдунской Галлии он называет кеноманов как часть авлерков (наряду с эбуровиками), но не выделяет их из подчинённых Риму племён. Что, по мнению Куланжа, свидетельство того, что они были «провинцией», подчинённой римскому наместнику.
В хрониках IX века упомянут город Ценоманы (современный Ле-Ман) и его епископ, именующийся «епископ Ценоманов».
В Истории бриттов Гальфрида Монмутского (написанной около 1136 года) ценоманы фигурируют среди племён, помогавших королю Артуру.

## Археология
Подробнее Виндинум
Ученые пытались найти следы пребывания ценоманов в Ле-Мане.
В 1836 году местные знатоки предположили, что на кладбище Ле-Мана находятся древние захоронения времен Византийской империи или даже первых христиан. Археологические исследования, проведенный учеными в 1912—1918 годы показали, что там находятся «ритуальные колодцы» более древнего периода, назначение которых вызвало споры. Часть утверждала, что найдены погребальные шахты, другие утверждали, что это колодцы.
Более поздние раскопки холмов Vieux-Mans и La Forêterie (расположенных в 5 км юго-западней Ле-Мана) выявили наличие древнего города. На территории холма La Forêterie обнаружены остатки поселения датируемые V (или начала IV-ого) веком до нашей эры — IV-ого веком нашей эры. Этот город идентифицируют с античным Виндинумомом (Vindinum).
При раскопках Виндинума выявлено 7 культурных слоёв

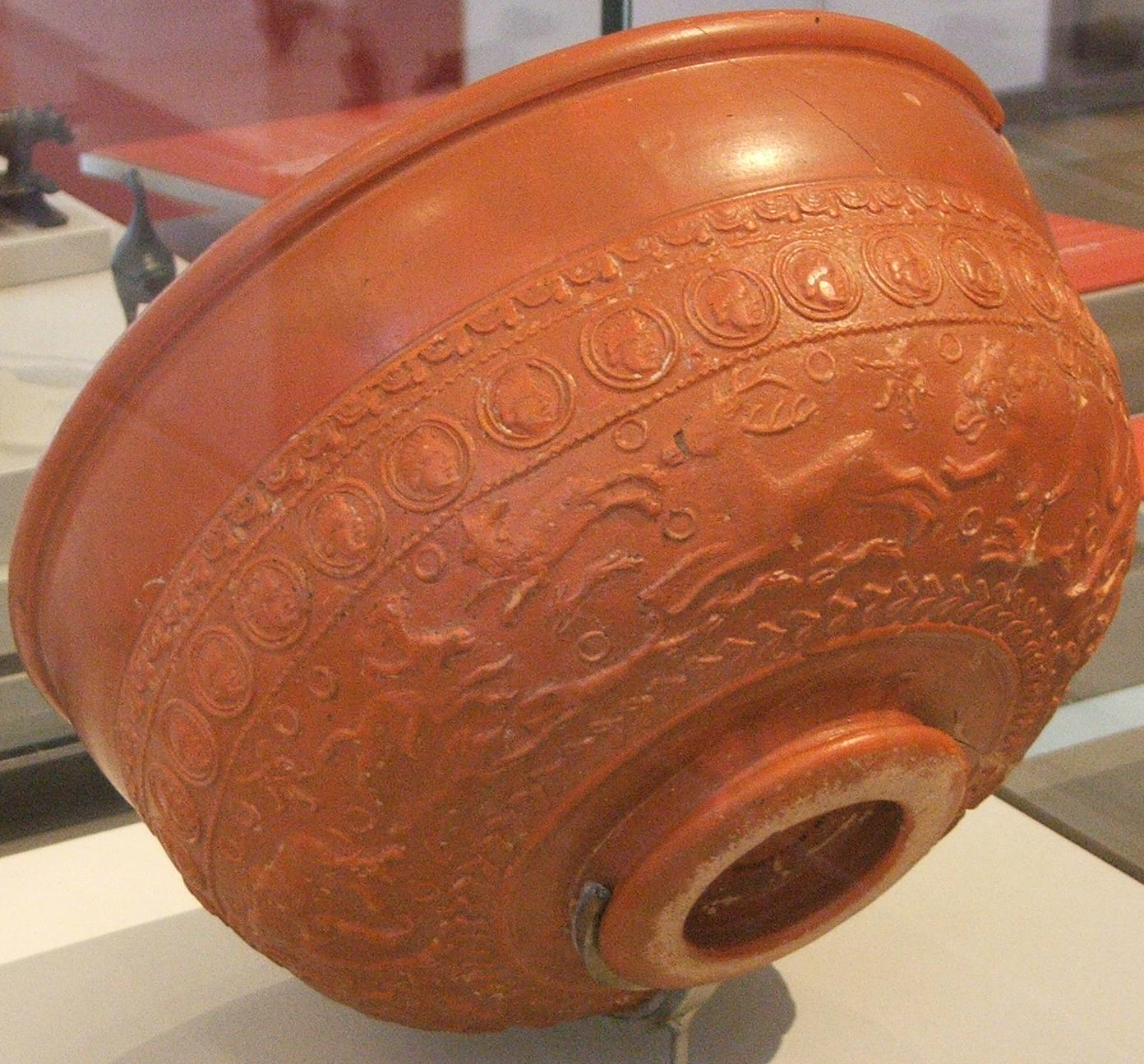
Керамическая чаша, украшенная фресками животных. Ле-Ман. 2 век

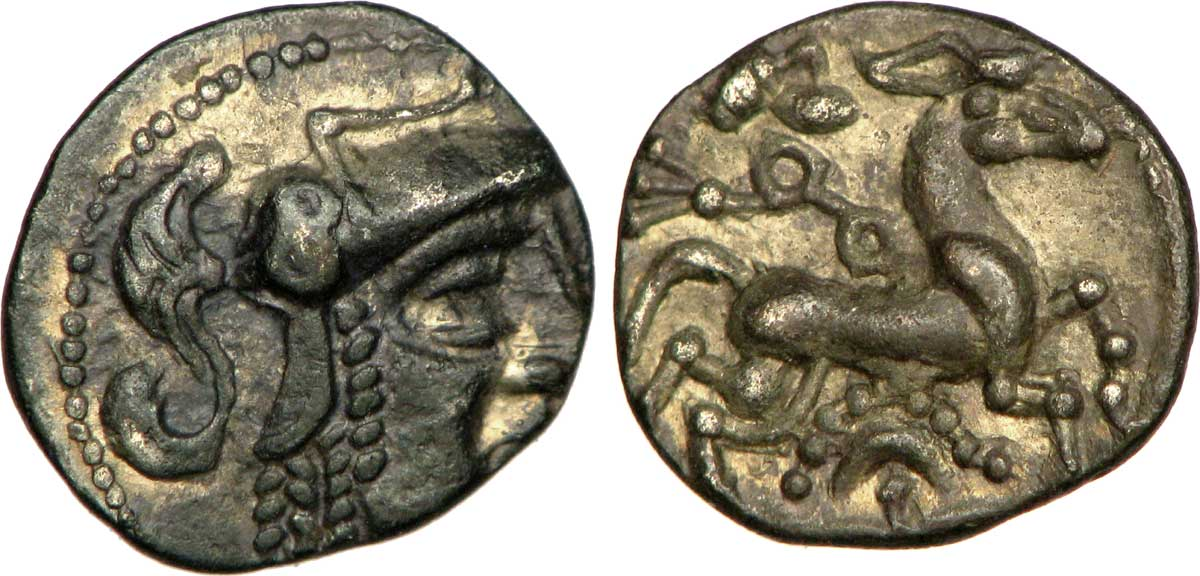
Монета 80-50 годов до н. э.

| Название и датировка культурного слоя    | Название и датировка подгоризонта        | Примечание                                                                                            |
| Горизонт 1: конец V века до н. э.        |                                          | Выявляется по косвенным признакам в насыпях.                                                          |
| Горизонт 2: IV—II в до н. э.             | Горизонт 2a: конец IV—III в до н. э.     | Найдено галльское вооружение, монеты                                                                  |
| Горизонт 2: IV—II в до н. э.             | Горизонт 2b: III—II век до н. э.         | Найдено галльское вооружение, монеты                                                                  |
| Горизонт 3:                              | Горизонт 3a: до середины I века до н. э. | Период предшествует потере галлами независимости (70-50-е годы до н. э.) Строится деревянное строение |
|                                          | Горизонт 3b: римское завоевание          | |
| Горизонт 4: начало I век н. э.           |                                          | Каменное сооружение с квадратной башней и галереей. Монеты. Алтарь Марса Мулло                        |
| Горизонт 5: 80-160 годы                  | Горизонт 5a: 80-90 годы                  | Строительство храма                                                                                   |
| Горизонт 5: 80-160 годы                  | Горизонт 5b: 90-110                      | Строительство храма                                                                                   |
| Горизонт 5: 80-160 годы                  | Горизонт 5c: 110—130                     | Строительство храма                                                                                   |
| Горизонт 5: 80-160 годы                  | Горизонт 5d: 120—140                     | Строительство храма                                                                                   |
| Горизонт 5: 80-160 годы                  | Горизонт 5e: 140—160                     | Строительство храма                                                                                   |
| Горизонт 6: 170 — в середине IV-ого века | Горизонт 6a: 170 — в начале IV-ого века  | Алтарь активно используется. Дарственные надписи                                                      |
|                                          | Горизонт 6b: середина IV-ого века        | Алтарь брошен, храм закрыт затем подожжён                                                             |
| Горизонт 7: вторая половина IV-ого века  |                                          | Памятник уничтожен.                                                                                   |

### Исследования
- Ценоманы // Энциклопедический словарь Брокгауза и Ефрона. — Т. XXXVIII.
- Фюстель де Куланж // История общественного строя древней Франции. — Т. I стр. 81.
- J. Biarne, «Le rituel des puits chez les Aulerques Cénomans.», Annales de Bretagne et des pays de l'Ouest., vol.Tome 84, n 4, 1977
- Le sanctuaire de Mars Mullo chez les Aulerques Cénomans (Allonnes, Sarthe) Ve s. av. J.-C. -IVe s. apr. J.-C. Etat des recherches actuelles стр. 295
- Гельмут Биркхан[нем.]. Кельты: история и культура / перевод с немецкого Нины Чехонадской. — М.: Аграф, 2007. — С. 101-106. — 512 с. — (Наследие кельтов). — ISBN 978-57784-0348-8.

### Первичные источники
- Тит Ливий. Книга V. 34-35 // История от основания города.
- Гай Юлий Цезарь. Книга II. 34, Книга VII. 75 // Галльская война.
- Плиний Старший. Книга IV. 109 // Естественная история.